# Okres Topoľčany
Der Okres Topoľčany ist ein Verwaltungsgebiet im Westen der Slowakei mit 74.058 Einwohnern (2004) und einer Fläche von 597 km².
Historisch gesehen liegt der Bezirk im ehemaligen Komitat Neutra (siehe auch Liste der historischen Komitate Ungarns).

## Bevölkerung
| Jahr                | 1994   | 2004    | 2014    | 2024    |
| ------------------- | ------ | ------- | ------- | ------- |
| Anzahl der Personen | 74.298 | 74.058  | 71.586  | 69.278  |
| Unterschied         |        | −0,32 % | −3,33 % | −3,22 % |

| Jahr                | 2023   | 2024    |
| ------------------- | ------ | ------- |
| Anzahl der Personen | 69.577 | 69.278  |
| Unterschied         |        | −0,42 % |

## Städte
- Topoľčany (Topoltschan)

## Gemeinden
| - Ardanovce (Ardanowitz) - Belince (Bellinz) - Biskupová - Blesovce (Blesowitz) - Bojná - Čeľadince - Čermany (Tscherman) - Dvorany nad Nitrou - Hajná Nová Ves - Horné Chlebany (Oberhelbing) - Horné Obdokovce - Horné Štitáre - Hrušovany (Hruschowan) - Chrabrany - Jacovce (Jatzowitz) - Kamanová - Koniarovce (Lowasowitz) - Kovarce (Kowarz) | - Krnča (Krentz) - Krtovce - Krušovce - Kuzmice - Lipovník - Ludanice (Ludanitz) - Lužany - Malé Ripňany (Kleinrippen) - Nemčice (Nemschitz) - Nemečky - Nitrianska Blatnica - Nitrianska Streda - Norovce (Norowitz) - Oponice (Apponitz) - Orešany (Windischnußdorf) - Podhradie - Prašice (Praschitze) - Práznovce (Prasnowitz) | - Preseľany - Radošina (Radoschin) - Rajčany - Solčany - Solčianky - Súlovce (Sulowitz) - Svrbice - Šalgovce (Salgowitz) - Tesáre - Tovarníky - Tvrdomestice - Urmince (Uerminz) - Velušovce - Veľké Dvorany (Großdoworan) - Veľké Ripňany (Großrippen) - Vozokany - Závada |

Das Bezirksamt ist in Topoľčany.

## Kultur
In dem Artikel Denkmalgeschützte Objekte im Okres Topoľčany findet man Informationen über die vom slowakischen Denkmalamt geschützten Objekte im Okres.